# Статистичний відділ ООН
Статистичний відділ ООН підпорядкований Департаменту з економічних і соціальних питань ООН (ДЕСП) і виконує роль центрального механізму в рамках Секретаріату ООН. Відділ займається збиранням, аналізом та обробкою інформації в галузі статистики та координує діяльність ООН у рамках глобальної статистичної системи. Відділ перебуває під наглядом Статистичної комісії ООН, що заснована 1946 року. Комісія була створена як найвища об'єднавча структура світової статистичної системи і є вищим органом, який приймає рішення з координації міжнародної статистичної діяльності. Комісія об'єднує головних статистиків від держав-членів ООН зі всього світу.
Статистичний відділ збирає і поширює глобальну статистичну інформацію, розробляє стандарти і норми для статистичної діяльності, а також підтримує зусилля країн щодо зміцнення їх національних статистичних систем.
Відділ регулярно випускає оновлення даних, включаючи «Статистичний щорічник» і «Світовий статистичний довідник», а також книги і доповіді з питань статистики і статистичних методів. Багато з баз даних Відділу доступні на його сайті, а також у вигляді електронних публікацій і файлів на компакт-дисках, дискетах, магнітних стрічках або у вигляді друкованих видань. Існує також пошуковий інтернет-сервіс під назвою «UNdata». Користувачі можуть легко знайти і завантажити безліч статистичних даних системи ООН.

## Директори
Включаючи виконувачів обов'язків
| Ім'я                                      | Національність  | Строк                       |
| ----------------------------------------- | --------------- | --------------------------- |
| Stefan Schweinfest                        | Німеччина       | Від 1 липня 2014 дотепер    |
| Stefan Schweinfest (виконувач обов'язків) | Німеччина       | Квітень 2013 — червень 2014 |
| Paul Cheung                               | Сінгапур        | 2004-2012                   |
| Willem de Vries (виконувач обов'язків)    | Нідерланди      | 2002-2004                   |
| Германн Габерманн                         | США             | 1994-2002                   |
| Вільям Сельтцер                           | США             | 1986-1994                   |
| Йосімаса Курабаясі                        | Японія          | 1982-1986                   |
| Свейн Нордботтен                          | Норвегія        | 1979-1982                   |
| Simon Goldberg                            | Канада          | 1972-1979                   |
| Патрік Дж. Лофтус                         | Велика Британія | 1962-1972                   |
| Вільям Р. Леонард                         | США             | 1948-1962                   |
| Гаррі Кампіон                             | Велика Британія | 1947                        |